# Enric Virgili Carbonell
Enric Virgili Carbonell (Barcelona, 1965) és un escriptor i professor de secundària, que treballa a l'INS Sant Quirze del Vallès. Des de la seva primera novel·la, Mamut, publicada l'any 2004 que guanyà el Premi de Poesia Sant Cugat a la memòria de Gabriel Ferrater, ha publicat quatre treballs més: Peu de rei, Betum, Brunilda i La Visita . També ha publicat una Nova antologia de poesia catalana i una Introducció als gèneres 3 Poesia.
Les seves novel·les tenen temàtiques poc convencionals, on la realitat és el que menys importa i els elements fantàstics o fantasiosos cobren vida, com en La Visita, que recrea el tema del doble fent servir el triple, un nou punt de vista que deixa de banda el clixé i ens dona una nova i intrigant idea sobre els pensaments humans.
La publicació de La Visita, també té una història una mica fantasiosa. Després que li retornessin més de mil exemplars de la seva novel·la Betum perquè no es venien, Virgili va començar a repartir-los entre els seus coneguts i a deixar-los, de vegades, en parades d'intercanvi de llibres. Va ser en una d'aquestes parades on un dels editors de l'Editorial Males Herbes va recollir un dels llibres i, fascinat amb el tipus de narrativa i temàtica amb què Enric relata la història, el va contactar, fent així que es publiqués en la seva editorial.